# Villa Le Sextant
La villa le Sextant,,  située sur la commune des Mathes à La Palmyre, est une villa dessinée par Le Corbusier.

## Localisation
Elle se situe sur la commune des Mathes, à La Palmyre, à environ 800 m de la baie de Bonne Anse. Face à elle, de l'autre côté de la rue se trouve la villa Russe du prince Molostov. Elle se trouve au 17, avenue de l'océan.

## Histoire

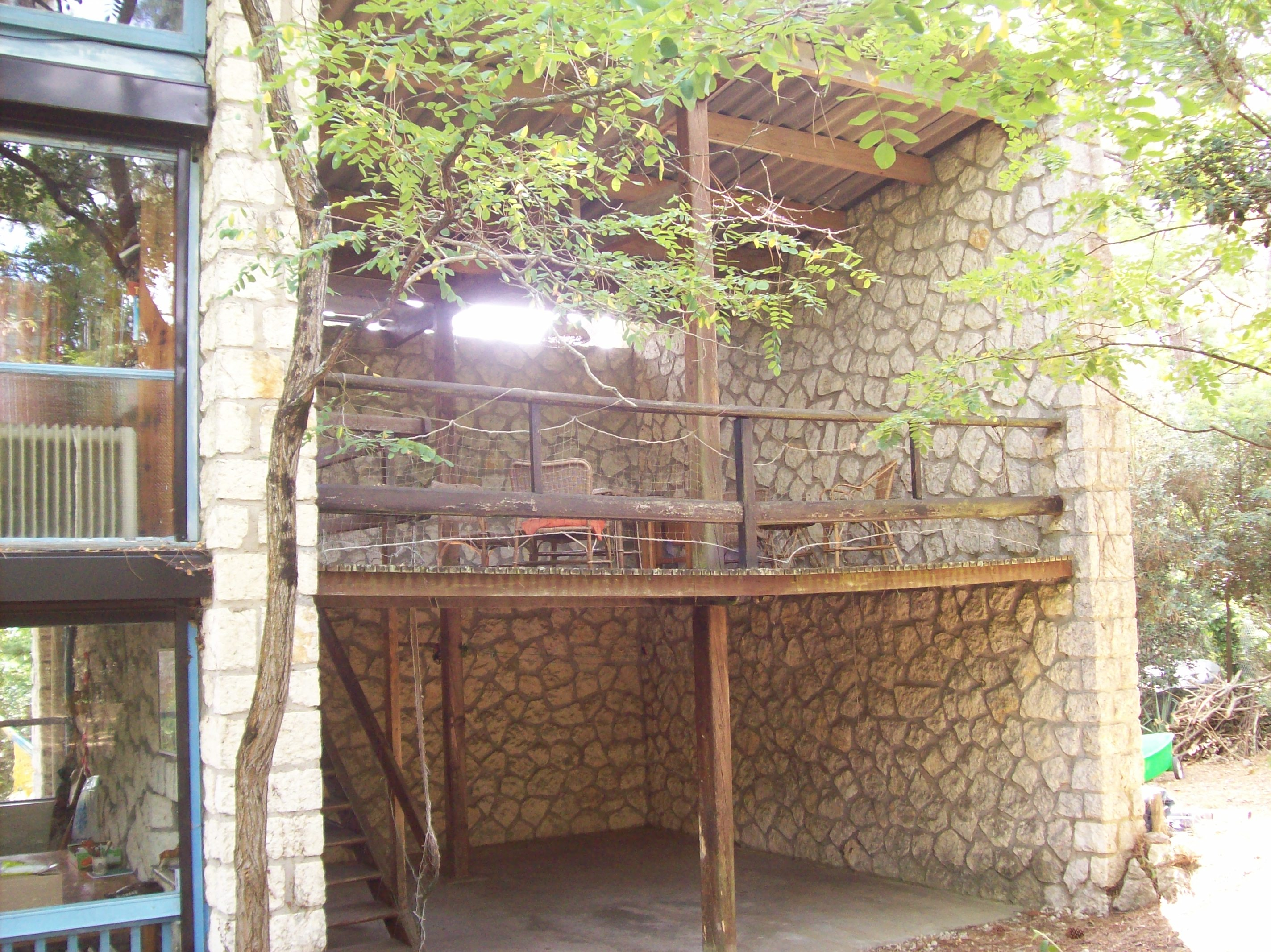
Villa Le Sextant - Le Corbusier

La villa le Sextant est dessinée par Le Corbusier qui est chargé de construire une villa pour un couple d'amis. En décembre 1933, Albin Peyron Fils rencontre Le Corbusier à l'occasion de l’inauguration de la cité du refuge commandé par son père du même nom. Ils entretiennent vite de très bonnes relations.
À cette époque, une des sœurs d'Albin, Johanne Peyron (fille d'Albin et Blanche Peyron) se marie avec le colonel Alexander Andrew Matthyssens, frère de l’épouse du prince russe, Nicolas Molostwoff .
Zell Matthyssens (épouse de Nicolas) qui souhaitait s'entourer d'amis et qui était propriétaire de tous les terrains alentour du Clapet (ancien nom de La Palmyre) commune des Mathes, accepta de vendre un terrain à Albin qui demanda à Le Corbusier de lui construire une maison de vacances. La maison de vacances pour Albin Peyron est bâtie en 1935, elle a des murs porteurs qui soutiennent une charpente couverte en fibro-ciment. Le budget serré n'a pas permis le déplacement de l'architecte, qui s'est contenté d'être le dessinateur et le superviseur des plans précis réalisés à l'atelier. L'arrière de la maison est orienté côté rue et sa construction s'est faite à partir de matériaux locaux.

## Genèse du projet
Albin Stuart Peyron, né le 28/05/1897, marié à Jacqueline Soulié, née le 18 mars 1906 ont trois enfants.
En 1934, Ariane, l’ainée a 9 ans, Anne, 6 ans et Albin, 5 ans.
Albin Peyron acquit le terrain le 1er août 1934 et écrit la première lettre à Le Corbusier et Jeanneret en déclarant «être un fervent admirateur de tout ce que vous faites ou avez projeté» et lui demande de réaliser une maison de vacances.
Le Corbusier accepte d’étudier le projet et répond le 7 août 1934 : je serai personnellement très heureux de vous loger dans une belle maison Le Corbusier.
Sur la première lettre d’Albin et la réponse de Le Corbusier figure l’annotation manuscrite: "clients éventuels".
Les deux hommes se rencontrent à Paris à plusieurs reprises et échangent quelques correspondances . Il semble, selon quelques allusions faites sur un courrier que leur première rencontre eut lieu le 17 octobre 1934.
Albin sait ce qu’il veut. Il va d’ailleurs transmettre à Le Corbusier plusieurs dessins et des descriptions très précises de ses désidératas. Le Corbusier lui envoie à cette époque les plans d’une maison de week-end qu’il vient de construire dans la région parisienne.
Mais Albin écrit à Le Corbusier qu’il désire quelque chose de très particulier et lui fournit une photo du terrain qu’il vient d’acquérir. Il insiste sur la localisation de la maison et précise qu’il souhaite une maison construite par un entrepreneur local, avec des matériaux simples, qui ferme bien l’hiver et rajoute même la disposition des pièces
- : «la cuisine, les communs doivent être séparés des pièces d’habitation, les enfants éloignés également des terrasses. Le bain de soleil doit pouvoir se prendre le matin à l’abri des regards, les murs assez épais doivent isoler l’intérieur des variations de températures extérieures. Peu d'effort physique à faire, un escalier doux, des châssis de fenêtres simples».

Les correspondances s’enchainent et Le Corbusier n’a toujours pas réalisé un seul dessin de la maison entre septembre et décembre 1934.
Pendant ces quatre mois, Albin envoie une série de dessins et des descriptions précises qui vont finalement permettre la première esquisse de Le Corbusier réalisée en janvier 1935.
La convention entre Albin Peyron et Le Corbusier sera signée le 16 mars 1935.

## Les travaux
Le choix se porte sur Béran qui avait aussi construit la maison Russe de l’autre côté de la rue. Il semble que Le Corbusier aurait dit à Albin Peyron «si un entrepreneur est capable de faire une pareille réalisation, il saura répondre parfaitement à nos désidérata».
Béran et Le Corbusier échangent de nombreuses lettres sur des thèmes techniques très précis. Chacun écoute attentivement l’autre. Albin s’invite à plusieurs reprises dans les discussions et se rend sur place plusieurs fois pour rencontrer Béran et voir le chantier.

Le 18 mars 1935, il fait le compte rendu suivant à M Jeanneret, chargé du suivi du chantier :
Cher monsieur 
Je vous donne ci-dessous un bref compte rendu de ma visite à Monsieur Béran et vous remets ci-joint un croquis du terrain tel que je l’ai relevé avec l’entrepreneur.
Ce croquis indique la position de la maison qui permet de sauvegarder toutes les arbres existants, les courbes de niveau ont été faits au jugé et le trou sera comblé en partie par les fouilles de la cave.
Charpentes–terrasse. Monsieur Béran et le charpentier considèrent comme tout à fait possible de supprimer les poteaux intermédiaires tant inférieurs que supérieurs ils feraient reposer les solives de 8x22 au lieu de 8x16 sur les murs.
Ces solives supporteraient tant la terrasse que la charpente du toit : ils donnent toutes garanties pour la solidité et la fixation des feuilles d’Everit à la charpente.
Contre plaqué. Vous avez prévu pour les cloisons, certaines feuilles de 3 m, il y aurait lieu de leur indiquer si cette dimension est obligatoire, car leur maison ne leur fournit que des feuilles de 2m50. Si vous avez prévu ces feuilles de 3m, elles doivent exister, car ils prévoyaient un contre plaquage vertical au lieu d’horizontal.
Réduit.Le plan mentionne dans le réduit du rez-de-chaussée un petit rectangle avec diagonale. Monsieur Béran demande s’il s’agit d’un placard
Vitrage. Je lui ai signalé qu’une modification serait possible, il avait prévu du verre armé jusqu’à 0,80 mais considère qu’il serait plus simple sur lui donner des détails sur le vert étiré de procéder par panneaux (fermeture simplifiée).
Coffre du volet roulant. Va demander à Everit s’ils possèdent des coffres cylindriques, sinon propose des coffres en zinc.
Plancher. Le menuisier demande si vous avez exigé aussi Les lames de plancher de toute la longueur des pièces, il proposait des larmes de 200 cm assemblées à l’anglaise ; prière d’insister sur la largeur de 5 cm et lui spécifier la longueur.
Contreplaqué. Si le contreplaqué doit se mettre par feuilles horizontales, il y a lieu de prévoir aux joints,  un solivage , mais dans ce cas, il demande comment introduire la matière isolante.
proposition à donner.
Dallage du 1er étage. Monsieur Béran propose de faire une légère chappe en béton se noyant dans les ourdis afin de permettre la pose du carrelage, cela nécessiterait que le sol des dallages soit à + 5 cm par rapport au sol du premier étage;
Linteaux sur fenêtres. M Béran est d’accord de poser un linteau sur la fenêtre basse cuisine, mais demande s’il peut en faire de même sur les autres fenêtres, ceci pour simplifier et solidifier les fenêtres. Si vous êtes d’accord, il faudrait que ces linteaux, à l’exception de celui de la cuisine n’aient qu’une saillie de faible importance.
Façade. Sera faite en moellons du pays, mais Monsieur Béran ayant pu se procurer un stock de moellons ocres (similaires à ceux de la maison de madame de M.) Il propose de les poser autour des fenêtres, des coins etc.
Il ne serait pas mauvais qu’on lui fasse un dessin en élévation de cette muraille afin que la mosaïque de ces deux tons de pierres soit judicieusement répartie.
Joints. Monsieur Béran a une grosse expérience des chaux hydrauliques, mais mettra les joints extérieurs au ciment : il propose de garder les joints chaux pour l’intérieur, étant donné qu’il n’y a aucune crainte d’humidité à prévoir ; il propose cependant pour la peinture intérieur des murs, du Silexor plutôt qu’une peinture à la chaux ou à la colle.
Monsieur Béran a 35 ans d’expérience dans la construction, c’est une maison sérieuse qui vient d’effectuer pour 850 000 Fr. de travaux pour la colonie communiste des Mathes, colonie construite par la municipalité d’Ivry.
Par contre au point de vue trésorerie, il dit que l’habitude du pays et de verser un tiers dès les murs commencés, un tiers à la pose du toit et le reste à la réception. Il considère que la retenue de 10 % pendant un an (retenue qui ne constitue pas un bénéfice) est trop dure, il demande 5 % seulement pendant six mois, étant donné la solvabilité de cette maison j’ai cru devoir accepter.
Monsieur Béran a commencé dès ce matin les travaux, c’est-à-dire creusement du puits, terrassement.
Je vous serais très obligé de bien vouloir lui adresser un marché 61 000 Fr. qu’il vous retournera signé.
Il prend note de vous adresser toutes les semaines un état d’avancement des travaux et vous soumettra  toute demande de renseignements au fur et à mesure de l’avancement.
Veuillez agréer Monsieur, nos salutations distinguées.
Albin S. Peyron
Le budget très réduit de ce projet empêcha la venue de l’architecte sur les lieux de la construction. Albin Peyron envoie des photos de l’avancement des travaux en se rendant au moins une fois par mois sur les lieux.
Comme le souligne Peyron dans son dernier courrier, Béran est une maison sérieuse. Il échange avec Le Corbusier et Jeanneret, chargé du chantier, de façon très précise sur les épaisseurs, les tailles, les couleurs, les finitions... mais Le Corbusier est très intéressé par les remarques de Béran qu’il interroge souvent sur les matériaux de région, les épaisseurs de dalles ou les diamètres de tuyaux d’évacuation. Au cours du mois de mars 1935, ils s’écrivent une fois par semaine et font passer dessins, croquis, plans et devis par l'intermédiaire d’Albin Peyron.
Mais Albin sert aussi de chef de chantier et se rend sur le chantier le 19 avril 1935 pour informer Béran des dernières recommandations de Le Corbusier qui lui écrit : «M Peyron vous donnera indication...» ce qui laisse penser que les deux hommes se rencontraient à Paris à l’agence Le Corbusier assez souvent.
Albin se rend aussi à la foire de Paris où il trouve un constructeur de volets roulants pour fermer les deux baies vitrées de plus de 5m de haut.
La bonne entente entre le constructeur et l’architecte favorise l’achèvement des travaux dans de très bonnes conditions et aucun incident n’est à déplorer. C’est ainsi qu'au début du mois de juillet 1935, le chantier s’achève.